# Eddie Fatu
Edward "Eddie" Solofa Fatu (28. marts 1973 – 4. december 2009) var en samoansk-amerikansk wrestler. Eddie Fatu var bedre kendt under hans ringnavne, Umaga, Ekmo Fatu, O.G. Ekmo, Ekmo og Jamal. Han vejede 160 kg, og havde en højde på 193 cm.

## Fodnoter
1. 1 2  "Umaga profile". Online World of Wrestling. Arkiveret fra originalen 22. juni 2012. Hentet 2009-02-28.
2. 1 2 3  "Umaga Bio". SLAM! Sports. Arkiveret fra originalen 14. juli 2012. Hentet 2007-07-30.
3. 1 2  "Umaga Bio". WWE. Arkiveret fra originalen 1. juni 2009. Hentet 2007-07-10.